# Sites mégalithiques de la Haute-Loire
Le département de la Haute-Loire possède peu de sites mégalithiques.

## Répartition géographique
| \| Le Puy-en-Velay Brioude Yssingeaux \| Répartition géographique des mégalithes. · : dolmen - : menhir - : autre site mégalithique |
| Le Puy-en-Velay Brioude Yssingeaux                                                                                                  |

## Inventaire non exhaustif
Beaucoup de monuments signalés antérieurement comme mégalithiques ne le sont pas réellement, puisqu'il s'agit, notamment, de chaos rocheux d'origine naturelle. L'inventaire se révèle particulièrement difficile pour les menhirs car si les pierres plantées sont abondantes, elles correspondent souvent à des supports de croix de carrefour, à des bornes de limites communales, voire à des bornes de neige sans aucune origine néolithique, les qualifier de menhir, en l'absence de preuves formelles ou d'indices archéologiques, s'apparente à une généralisation abusive.
| Monument                        | Commune                         | Remarque                                        | Protection        | Coordonnées                 | Illustration |
| ------------------------------- | ------------------------------- | ----------------------------------------------- | ----------------- | --------------------------- | ------------ |
| Dolmen de Granouilloux          | Boisset                         |                                                 | détruit           |                             |              |
| Pierre Plantée du Monteil       | Chomelix                        | menhir                                          | Classé MH (1889)  | 45° 16′ 20″ N, 3° 51′ 13″ E |              |
| Menhir de Lestigeollet          | Cronce                          |                                                 |                   |                             |              |
| Dolmen de Marjallat             | Mazeyrat-d'Allier               | autres noms Dolmen de Morgeac (Morjat, Josat)   | Classé MH (1986)  | 45° 09′ 24″ N, 3° 31′ 24″ E |              |
| Tombe des Fées                  | Mazeyrat-d'Allier               | autre nom Pierre des Fées                       | Classé MH (1862)  | 45° 07′ 57″ N, 3° 33′ 53″ E |              |
| Dolmen des Fangeyres            | Mercœur                         |                                                 | Inscrit MH (1989) | 45° 10′ 50″ N, 3° 20′ 36″ E |              |
| Croix de la Tioule              | Rauret                          | menhir christianisé                             |                   | 44° 47′ 41″ N, 3° 47′ 57″ E |              |
| Menhir de la Croix des Morts    | Saint-André-de-Chalencon        |                                                 |                   |                             |              |
| Menhir de Rochemaure            | Saint-Geneys-près-Saint-Paulien |                                                 |                   | 45° 10′ 21″ N, 3° 48′ 26″ E |              |
| Dolmen de la Pierre des Fades   | Saint-Jean-d'Aubrigoux          |                                                 | Classé MH (1987)  | 45° 20′ 50″ N, 3° 47′ 46″ E |              |
| Pierre Plantée                  | Saint-Jean-d'Aubrigoux          | autre nom Menhir de Douspis                     |                   | 45° 20′ 55″ N, 3° 48′ 43″ E |              |
| Menhir de Saint-Jeures          | Saint-Jeures                    | menhir christianisé                             | Inscrit MH (1989) | 45° 05′ 37″ N, 4° 12′ 01″ E |              |
| Menhir de la Croix de Villedieu | Saint-Paulien                   | menhir christianisé                             |                   |                             |              |
| Menhir de Marcillac             | Saint-Paulien                   |                                                 |                   |                             |              |
| Menhir de Peyrebiaire           | Saint-Paulien                   | autre nom Pierre de Gargantua                   |                   | 45° 06′ 26″ N, 3° 49′ 31″ E |              |
| Lou Donat                       | Saint-Vincent                   | autre nom Menhir d'Emblavez                     |                   | 45° 07′ 35″ N, 3° 55′ 11″ E |              |
| Palet de Gargantua              | Séneujols                       | autre nom Le Villar                             | Classé MH (1986)  | 44° 58′ 20″ N, 3° 46′ 12″ E |              |
| Dolmen de Collandre             | Solignac-sur-Loire              |                                                 |                   | 44° 56′ 56″ N, 3° 54′ 15″ E |              |
| Tuile des Fées                  | Tailhac                         | autres noms la Tombe des Fées, dolmen de Pinols | Classé MH (1987)  | 45° 02′ 33″ N, 3° 26′ 38″ E |              |
| Croix-menhir de Mendigoules     | Tence                           |                                                 | Inscrit MH (1989) | 45° 06′ 20″ N, 4° 15′ 38″ E |              |
| Dolmen des Pennes               | Les Vastres                     |                                                 | Classé MH (1968)  | 45° 01′ 15″ N, 4° 16′ 00″ E |              |
| Dolmen des Quatre Roches        | Vieille-Brioude                 | autres noms La Pave, Sauvagnat                  | ruiné             | 45° 14′ 55″ N, 3° 26′ 08″ E |              |
| Dolmen de Védrines              | Vieille-Brioude                 |                                                 | Classé MH (1889)  | 45° 14′ 47″ N, 3° 22′ 41″ E |              |